# Cheikh Sabaly
Cheikh Tidiane Sabaly (sinh ngày 4 tháng 3 năm 1999) là một cầu thủ bóng đá chuyên nghiệp người Sénégal thi đấu ở vị trí tiền vệ cho câu lạc bộ Metz tại Ligue 2 và Đội tuyển bóng đá quốc gia Sénégal.

## Sự nghiệp thi đấu

### Metz
Sabaly ra mắt Metz vào ngày 30 tháng 8 năm 2020, trong trận thua 1–0 trước Monaco.

#### Cho mượn tại Quevilly-Rouen
Vào ngày 24 tháng 1 năm 2022, Sabaly gia nhập Quevilly-Rouen theo dạng cho mượn đến hết mùa giải.